# Saint-Germain-le-Gaillard, Eure-et-Loir

Saint-Germain-le-Gaillard este o comună în departamentul Eure-et-Loir, Franța. În 1 ianuarie 2022 avea o populație de 372 de locuitori.